# Bonbonjera
Bonbonjera, znan tudi kot Martin Krpan, je prvi studijski album skupine Martin Krpan. Album je bil posnet marca in aprila v Studiu Akademik v Ljubljani. Izšel je leta 1982 pri založbi Jugodisk.

## Seznam skladb
Vsa besedila je napisal Andrej Turk.
| A stran | A stran                            | A stran |
| Št.     | Naslov                             | Dolžina |
| ------- | ---------------------------------- | ------- |
| 1.      | „Prva‟ (Aleš Klinar)               | 4:43    |
| 2.      | „Slovan Karantan‟ (Tomaž Sršen)    | 3:25    |
| 3.      | „Happy End‟ (Aleš Klinar)          | 6:15    |
| 4.      | „Celofan‟ (Tomaž Sršen)            | 3:23    |
| 5.      | „Cicibanove igračke‟ (Tomaž Sršen) | 5:12    |

| B stran | B stran                    | B stran |
| Št.     | Naslov                     | Dolžina |
| ------- | -------------------------- | ------- |
| 1.      | „Eho‟ (Aleš Klinar)        | 5:41    |
| 2.      | „Po Ruski‟ (Aleš Klinar)   | 4:37    |
| 3.      | „Paranoja‟ (Aleš Klinar)   | 6:50    |
| 4.      | „Bonbonjera‟ (Aleš Klinar) | 5:26    |

## Zasedba
Martin Krpan
- Saša Bole – kitara
- Miro Križaj – bobni
- Tomaž Sršen – bas kitara
- Aleš Klinar – klaviature
- Roman Vlah – saksofon, klarinet
- Matjaž Kosi – sintetizator
- Andrej Turk – vokal